# 伴直之助
伴 直之助（ばん なおのすけ、1862年9月21日（文久2年8月28日） - 1937年（昭和12年）7月26日）は、日本の実業家、政治家、衆議院議員（1期）。号は智齋（ちさい）・痴齋。

## 経歴
武蔵国に生まれる。東京経済雑誌社編集、山梨峡中新報社、大阪立憲政党新聞社主筆、東京府会議員、東京市会議員、深川区会議員、徴兵参事員、京都商業銀行、両毛鉄道、播但鉄道、京都鉄道各会社等を設立し、重役となる。
1879年、同人社卒。卒業後、田口卯吉が創設した経済雑誌社（後の東京経済雑誌社）に入社。同誌の持主兼印刷人を担当していた1884年には、新聞紙条例にもとづき罰則を科せられる事件があった。
1886年に田口卯吉らが創立した両毛鉄道の創立準備に参加し、1887年から1894年まで同社の支配人に就任。同時期の1887年に同志社英学校で講師をし、かつ京都看病婦学校の設立にも参加している。
1894年9月の第4回衆議院議員総選挙に、田口卯吉と一緒に立候補して二人とも当選している:付2。伴は東京5区から無所属で立候補して当選した。衆議院議員を1期務め、1898年の第5回衆議院議員総選挙は不出馬。
1895年に京都鉄道の支配人、のちに取締役兼支配人となり、1907年に同社が国有化されるまで続いた。
1937年に台湾で死去。

## 親族
教育者木村鐙子および経済学者・実業家田口卯吉の姉弟は、直之助の従兄弟である。